# Bubbling Under Hot 100 Singles
Bubbling Under Hot 100 Singles (prije poznato kao Bubbling Under the Hot 100) je top ljestvica koja se obnavlja svaki tjedan u Sjedinjenim Američkim Državama preko glavne ljestvice Billboard. Top ljestvica prikazuje top 25 singlova iza broja 100 glavne top ljestvice Billboard Hot 100.
U početcima, top ljestvica je imala samo 15 pozicija, ali je tijekom 1960-ih broj povećan na 35. Od 1974. do 1985., top ljestvica je imala 10 pozicija. Od 1992. godine ljestvica sadrži 25 pozicija.

## Unutarnje poveznice
- Billboard
- Billboard Hot 100

## Vanjske poveznice
- Službena stranica
- Trenutna ljestvica Bubbling Under Hot 100 Singles